# Опера Ниццы

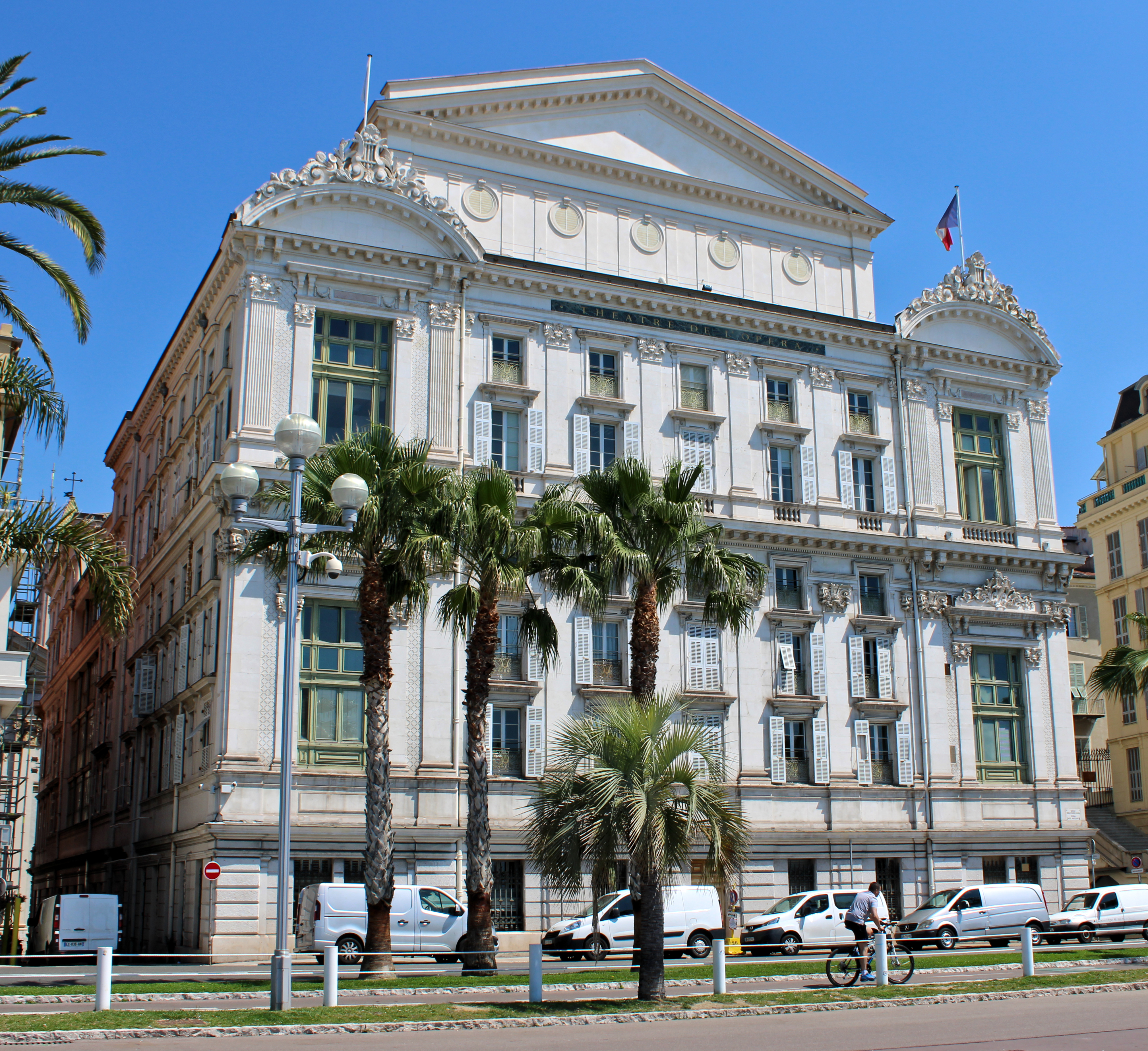
Южный фасад театра

Опера Ниццы (фр. Opéra de Nice) — оперный театр в Ницце (Франция), который также служит резиденцией для Средиземноморского балета Ниццы (фр. Ballet Nice Méditerrannée) и Филармонического оркестра Ниццы.

## История
Первый деревянный театр был основан в Ницце в 1776 году маркизом Алли-Маккарани. В 1787 году он был продан группе аристократов и заново открылся в 1790 году как «Королевский театр» (фр. Théâtre Royal).
В 1826 году городские власти Ниццы при поддержке сардинского короля Карла Феликса выкупили его у владельцев, снесли и построили заново. Новый театр был открыт в 1828 году постановкой оперы Джованни Пачини «Барон Дольсхаймский».
В 1856 году в театре был организован большой бал в честь короля Виктора Эммануила II.
В 1860 году Наполеон III был приглашён на вечер в Королевский театр. По этому случаю оркестром дирижировал Иоганн Штраус. В том же году театр стал именоваться Имперским (фр. Théâtre Impérial). В 1864 году Наполеон III вновь посетил его в сопровождении российского императора Александра II. В 1868 году Людвиг II Строгий, герцог Баварии, присутствовал на постановке оперы Изуара «Золушка». В 1870 году театр стал именоваться Муниципальным (фр. Théâtre Municipal).
В среду, 23 марта 1881 года, когда начиналась опера «Лючия ди Ламмермур», из-за утечки газа в театре начался большой пожар. Он был потушен на следующий день, но к тому времени от театра ничего не осталось. В огне погибли три брата и сестры Марджори Кеннеди-Фрейзер: Лиззи, Кейт и Джеймс (сопрано, контральто и баритон соответственно). Городские власти Ниццы решили незамедлительно начать восстанавливать театр на том же месте. Над его проектом работал архитектор Франсуа Он, явно согласовывавший его с Шарлем Гарнье, архитектором Парижской оперы. 7 февраля 1885 года Муниципальный театр Ниццы вновь открылся постановкой «Аиды» Верди. В последующие годы на его сцене проходили французские премьеры таких опер, как «Жизнь за царя», «Евгений Онегин», «Джоконда», «Манон Леско», «Мария Магдалина», «Леди Макбет Мценского уезда» и «Элегия для молодых влюблённых». Должность художественного руководителя театра занимали Эдоардо Сонцоньо (1887—1888), Рауль Гунсбург (1889-91) и Фердинанд Эме (1950-82). Музыкальными режиссёрами были Александре Луиджини (1888—1889 и 1897—1898), Альберт Вольф (1930—1932 и 1934—1937), Антонио де Алмейда (1976—1978) и Пьер Дерво (1978—1982). С 1902 году театр известен как Опера Ниццы.
Поддерживаемый семьёй Медесин из Ниццы театр процветал, привлекая на свою сцену известных исполнителей и режиссёров, но, несмотря на все старания Жан-Альбера Картье в 1994—1997 годах, значение театра снизилось.
С 2001 по 2009 год генеральным директором театра был бельгийский продюсер Поль-Эмиль Фурни. Его сменил Жак Эдуэн, проводивший политику более тесного сотрудничества с Оперой Монте-Карло, а также с двумя региональными оркестрами — Филармоническим оркестром Ниццы и Региональным оркестром Канн-Прованс-Альпы-Лазурный Берег.
В ноябре 2012 года новым художественным руководителем оперного театра стал Марк Адам. В том же месяце на его сцене выступил тенор Йонас Кауфман. Адама, подавшего в отставку в 2015 году, сменил Эрик Шевалье.